# Daphnia magniceps
Daphnia magniceps är en kräftdjursart som beskrevs av Herrick 1884. Daphnia magniceps ingår i släktet Daphnia och familjen Daphniidae. Inga underarter finns listade i Catalogue of Life.